# François de Baudimont
François de Baudimont (ca. 1541 - voor 1594) was een Neolatijns dichter, medewerker van Willem van Oranje en griffier van het Hof van Friesland.

## Levensloop
François de Baudimont ging door als een bastaardzoon van Antoine de Sacquespée (†Diksmuide, 1568), heer van Diksmuide. Die Antoine was de laatste naamdrager de Sacquespée. Hij was een zoon van Jean de Sacquespée, heer van Baudimont en Escourt, en van Anthonia van Haveskerke. Hij had inderdaad een bastaardzoon, maar die heette Antoine.
François was wel een bastaardzoon, maar van Philippe de Sacquespée (†Diksmuide, 21 mei 1564), heer van Baudimont, ongehuwde broer van Antoine. Philippe diende als kapitein in het regiment van de Spanjegetrouwe graven van Roeulx, Adrien van Croÿ (1475-1553) en zijn zoon Jan van Croÿ (ca. 1532- 1581). Hij had ook een bastaarddochter. De onwettige kinderen werden opgenomen in het grote huis dat de Sacquespées in Diksmuide bewoonden. Vier jaar na Philippe, overleed ook de officieel kinderloze Antoine, en zo bleven als enige nazaten de bastaarden. François was waarschijnlijk door zijn vader erkend, want hij ging door het leven als François de Sacquespée, dit de Baudimont.
Hoewel Antoine de Sacquespée een door schulden beladen erfenis naliet, nam de overgebleven zus, Marie de Sacquespée (†1607) de heerlijkheid over, slaagde erin een voldoende financieel herstel te bereiken en bestuurde Diksmuide gedurende bijna veertig jaar, tot aan haar dood. Haar erfgenamen verkochten onmiddellijk de heerlijkheid Diksmuide aan graaf Frederik van den Bergh (1559-1618). De familie van Bergh bleef heer van Diksmuide tot op het einde van het ancien régime.  
De natuurlijke vader van François de Baudimont bezorgde hem een voortreffelijke opvoeding. Na middelbare studies, waarschijnlijk in Diksmuide, werd hij in 1559-1560 ingeschreven in de artesfaculteit van de Universiteit van Leuven en in februari 1561 behaalde hij zijn diploma in de wijsbegeerte en letteren. Hij ging verder studeren aan de onlangs (in 1562) opgerichte universiteit van Douai, waar hij klaarblijkelijk een van de eerste ingeschreven studenten was. Van hem is een eerste dichtwerk bekend, een Latijnse elegie, die hij op Witte Donderdag 1564 stuurde naar priester en humanist Jacobus Sluperius (1530-1602). Of hij in Douai een verdere academische graad behaalde is niet met zekerheid te zeggen.

## In de omgeving van Willem van Oranje
Hij trouwde op een niet nader bekende datum met een dochter van Thomas (Tsomme) Rollema (ca. 1523 - 1582) uit Sneek in Friesland. Gezien over hem tussen 1565 en 1574 geen gegevens bekend zijn, mag men de hypothese uiten dat hij in de omgeving van zijn schoonfamilie verbleef en in hervormingsgezinde kringen vertoefde. Rollema was een neef van Joachim Hopperus en een vriend van Viglius van Aytta, allebei Friezen en allebei invloedrijk in de Brusselse regeringskringen. In de jaren zestig was Rollema baljuw van Middelburg in Zeeland en het is dus meest waarschijnlijk daar dat Baudimont zijn aanstaande ontmoette. 
In het 'Wonderjaar' 1566, jaar van hagenpreken, beeldenstormen en geuzenmilities, werd aan Rollema verweten veel te laks te zijn opgetreden. Hij werd in 1568 afgezet en gearresteerd op bevel van de hertog van Alva (1507-1582). In 1571 werd hij uit de Nederlanden verbannen en vluchtte hij naar Emden, vanwaaruit hij de watergeuzen steunde, die er het jaar daarop in slaagden Holland, Zeeland en nog andere Noordelijke provincies grotendeels te onttrekken aan het Spaans gezag. Willem van Oranje werd plechtig als stadhouder van de 'bevrijde' gebieden ingehaald. 
In 1576 werd Rollema door Willem in eer hersteld en tot baljuw van Vlissingen benoemd. Dit was des te min verwonderlijk, doordat Baudimont in 1574 secretaris van Willem van Oranje was geworden. Van toen af ondertekende hij talrijke stukken in naam van zijn meester als De Baudimont, bij bevele van zijnder excellecie. Hij bleef deze rol actief vervullen tot einde 1578. Hij werd toen door Oranje voorgedragen als griffier aan het Hof van Friesland, het hoogste rechtscollege, met ook bestuurlijke bevoegdheid, in deze noordelijke staat.

## In Friesland
Baudimont vertrok naar Friesland, waar hem een hoop problemen wachtten. Hij was er benoemd als vertegenwoordiger van Willem en van de Staten-Generaal en in oppositie met de aanhangers van het Spaanse gezag. Baudimont werd er als een 'vreemdeling' beschouwd. Het duurde bijna een jaar vooraleer hij kon beëdigd worden. Dan nog werd hij tegengewerkt door de stadhouder George van Lalaing (1536-1581), heer van Rennenberg, die wel door Willem van Oranje was aangesteld, maar in het geheim een overstap naar de Spanjaarden voorbereidde. 
In 1580 slaagde Rennenberg erin Groningen naar Spanje te doen overgaan, maar niet Friesland, mede door toedoen van Baudimont. Die ging onmiddellijk het stadhouderschap aanbieden aan Willem van Oranje, die aanvaardde, mits hij ter plaatse vertegenwoordigd werd door Robert de Merode (1510-1591). Die maakte zich zo gehaat dat hij in 1583 door Willem werd teruggeroepen en vervangen door de jonge Willem Lodewijk van Nassau-Dillenburg (1560-1620). In de bloedige strijd die volgde tussen de Noordelijke staten, waren er die vonden dat Baudimont een dubbelzinnige rol speelde door contact op te nemen met de Spanjaarden. Toen dit 'verraad' bekend werd kon hij zich moeilijk handhaven en hij nam voorzichtigheidshalve de wijk naar Antwerpen. Toen in maart 1584 Willem Lodewijk van Nassau volwaardig stadhouder van Friesland werd, bleef Baudimont nochtans als griffier gehandhaafd.
In juli 1584 betekende de moord op Willem van Oranje dat Baudimont zijn voornaamste beschermheer verloor en toen Willem Lodewijk aan het Hof van Friesland een aantal bevoegdheden wilde ontnemen, verzette hij zich. Zijn vijanden vielen hem echter aan en hij sloeg op de vlucht. In oktober 1584 werd hij officieel als griffier ontslagen. Hij ging zich voegen bij de Spanjegetrouwe stadhouder Francisco Verdugo (1536-1595) in Groningen en van daaruit stookte hij om de Friese bevolking tegen de Staten-Generaal op te zetten en aan te moedigen om ook weer voor Spanje te kiezen.
In 1587 week Baudimont uit naar Wolfenbüttel en werd er door Julius van Brunswijk-Wolfenbüttel (1528-1589) benoemd tot 'Legationsrat'. Hij kreeg als opdracht in de Nederlanden opgeleide mensen te ronselen die mee de domeinen van de hertog wilden helpen ontwikkelen. Deze functie bleef hij behouden tot in 1591. Toen hij hiervoor in 1589 naar de Noordelijke Nederlanden trok, wilde men hem daar arresteren, maar hij was de politie te slim af. Hij werd daarna opgemerkt in Emden en vervolgens in Stade bij Hamburg. 
Hij was de contacten met de Zuidelijke Nederlanden niet verloren, want in september 1589 deed hij een leenverheffing van de heerlijkheid Neervelp bij Tienen. In maart 1594 werd deze verheffing herhaald door erfgenamen (kleinkinderen van Thomas Rollema), wat doet aannemen dat Baudimont ondertussen, kinderloos en weduwnaar, overleden was.